# Meiluawati
Meiluawati (* 25. Mai 1975, auch bekannt als Meluawati) ist eine ehemalige indonesische Badmintonspielerin, die später für die USA startete.

## Karriere
Meiluawati wurde mit dem indonesischen Damenteam 1996 Weltmeisterin, 1998 Vizeweltmeisterin. Nach ihrer Übersiedlung in die USA gewann sie dort die nationalen Meisterschaften und siegte ebenfalls bei der Panamerikameisterschaft.

## Sportliche Erfolge
| Saison | Veranstaltung           | Disziplin   | Platz | Name                    |
| ------ | ----------------------- | ----------- | ----- | ----------------------- |
| 1992   | Brunei Open             | Dameneinzel | 1     | Meiluawati              |
| 1995   | Swiss Open              | Dameneinzel | 3     | Meiluawati              |
| 1996   | Uber Cup                | Damenteam   | 1     | Indonesien              |
| 1996   | Polish Open             | Dameneinzel | 1     | Meiluawati              |
| 1997   | Indonesia Open          | Dameneinzel | 2     | Meiluawati              |
| 1998   | Indonesia Open          | Dameneinzel | 3     | Meiluawati              |
| 1998   | Uber Cup                | Damenteam   | 2     | Indonesien              |
| 2001   | US-Meisterschaft        | Dameneinzel | 1     | Meiluawati              |
| 2001   | US-Meisterschaft        | Damendoppel | 1     | Cindy Shi / Meiluawati  |
| 2001   | Panamerikameisterschaft | Dameneinzel | 1     | Meiluawati              |
| 2002   | US-Meisterschaft        | Dameneinzel | 1     | Meiluawati              |
| 2003   | US-Meisterschaft        | Dameneinzel | 1     | Meiluawati              |
| 2003   | US-Meisterschaft        | Damendoppel | 1     | Meiluawati / Eti Tantra |